# Лесозавод (Нижегородская область)
Лесозаво́д — посёлок в Шатковском районе Нижегородской области. Входит в состав городского поселения рабочий посёлок Лесогорск.

## География
Посёлок находится в юго-восточной части Нижегородской области, на расстоянии примерно 10 км (по прямой) к юго-западу от посёлка городского типа Шатки, административного центра района.

### Часовой пояс
Посёлок Лесозавод, как и вся Нижегородская область, находится в часовой зоне МСК (московское время). Смещение применяемого времени относительно UTC составляет +3:00.

## Население
| 2002 | 2010 |
| ---- | ---- |
| 67   | ↘44  |

### Национальный состав
Согласно результатам переписи 2002 года, в национальной структуре населения русские составляли 91 % из 67 чел.

## Улицы
В посёлке имеется одна улица — Лесная.